# Slovenija na Svetovnem prvenstvu v hokeju na ledu 2004
Slovenija je na Svetovnem prvenstvu v hokeju na ledu 2004 D1, ki je potekalo med 12. in 14. aprilom 2004 v poljskem mestu Gdansk, s petimi zmagami osvojila prvo mesto in se uvrstila v elitno skupino svetovnega hokeja za Svetovno prvenstvo 2005.

## Postava
- Selektor: Kari Savolainen (pomočnik Matjaž Kopitar)

| Pol. | Št. | Igralec           | Starost (rojstni dan)      | Klub                |
| ---- | --- | ----------------- | -------------------------- | ------------------- |
| GK   | 1   | Andrej Hočevar    | 19 let (21. november 1984) | HDD ZM Olimpija     |
| GK   | 29  | Robert Kristan    | 21 let (4. april 1983)     | HK Acroni Jesenice  |
| GK   | 30  | Gaber Glavič      | 26 let (11. marec 1978)    | HK Acroni Jesenice  |
| D    | 2   | Bojan Zajc        | 38 let (7. november 1965)  | HDD ZM Olimpija     |
| D    | 3   | Robert Ciglenečki | 29 let (14. julij 1974)    | HDD ZM Olimpija     |
| D    | 5   | Mitja Robar       | 23 let (4. januar 1983)    | HDK Maribor         |
| D    | 6   | Aleš Kranjc       | 22 let (29. julij 1981)    | HK Acroni Jesenice  |
| D    | 19  | Uroš Vidmar       | 23 let (9. oktober 1980)   | HK Acroni Jesenice  |
| D    | 23  | Damjan Dervarič   | 22 let (6. februar 1982)   | HDD ZM Olimpija     |
| D    | 27  | Miha Rebolj       | 26 let (22. avgust 1977)   | Val Pusteria Wolves |
| F    | 7   | Jurij Goličič     | 23 let (6. april 1981)     | HDD ZM Olimpija     |
| F    | 8   | Edo Terglav       | 24 let (24. januar 1980)   | HDD ZM Olimpija     |
| F    | 9   | Tomaž Razingar    | 24 let (25. april 1979)    | HK Acroni Jesenice  |
| F    | 13  | Ivo Jan           | 29 let (3. april 1975)     | Graz 99ers          |
| F    | 14  | Dejan Kontrec     | 34 let (23. januar 1970)   | EHC Lustenau        |
| F    | 15  | Luka Žagar        | 25 let (25. junij 1978)    | HDD ZM Olimpija     |
| F    | 16  | Boris Pretnar     | 26 let (8. april 1978)     | HK Acroni Jesenice  |
| F    | 17  | Nik Zupančič      | 35 let (3. oktober 1968)   | EHC Lustenau        |
| F    | 18  | Gregor Polončič   | 19 let (5. februar 1985)   | HDD ZM Olimpija     |
| F    | 21  | Jaka Avgustinčič  | 27 let (27. november 1976) | HDD ZM Olimpija     |
| F    | 24  | Tomaž Vnuk        | 34 let (11. april 1970)    | VEU Feldkirch       |
| F    | 26  | Blaž Emeršič      | 23 let (10. oktober 1980)  | Charlotte Checkers  |
| F    | 28  | Peter Rožič       | 30 let (17. februar 1974)  | HDD ZM Olimpija     |

## Tekme
| 12. april 2004 | Južna Koreja | 2–10 | Slovenija | Gdansk |

| Poročilo tekme | Poročilo tekme | Poročilo tekme  | Poročilo tekme | Poročilo tekme                       |
| -------------- | -------------- | --------------- | --- | ------------------------------------ |
| Začetek: 16:30 | Kim 31 Kwak 52 | (0-4, 1-4, 1-2) | 06 Polončič 08 Zupančič 15 Zupančič 17 Ciglenečki 30 Žagar 34 Rožič 35 Terglav 39 Polončič 51 Ciglenečki 53 Zupančič | Gledalci: 350 Sodnik: Paul Mariconda |

| 13. april 2004 | Slovenija | 4–0 | Italija | Gdansk |

| Poročilo tekme | Poročilo tekme                                | Poročilo tekme  | Poročilo tekme | Poročilo tekme                      |
| -------------- | --------------------------------------------- | --------------- | -------------- | ----------------------------------- |
| Začetek: 16:30 | Razingar 14 Zupančič 14 Jan 20 Avgustinčič 35 | (3-0, 1-0, 0-0) |                | Gledalci: 1000 Sodnik: Sven Bergman |

| 15. april 2004 | Slovenija | 8–0 | Romunija | Gdansk |

| Poročilo tekme | Poročilo tekme                                                             | Poročilo tekme  | Poročilo tekme | Poročilo tekme         |
| -------------- | -------------------------------------------------------------------------- | --------------- | -------------- | ---------------------- |
| Začetek: 13:00 | Zupančič 08 Robar 26 Jan 33 Robar 34 Polončič 44 Rožič 44 Kranjc 48 Jan 56 | (1-0, 3-0, 4-0) |                | Sodnik: Nadir Mandioni |

| 16. april 2004 | Estonija | 2–7 | Slovenija | Gdansk |

| Poročilo tekme | Poročilo tekme      | Poročilo tekme   | Poročilo tekme                                                         | Poročilo tekme                       |
| -------------- | ------------------- | ---------------- | ---------------------------------------------------------------------- | ------------------------------------ |
| Začetek: 16:30 | Makrov 35 Makrov 46 | (0-4 , 1-2, 1-1) | 05 Kontrec 09 Razingar 12 Jan 18 Vnuk 26 Ciglenečki 34 Dervarič 47 Jan | Gledalci: 600 Sodnik: Paul Mariconda |

| 18. april 2004 | Slovenija | 4–1 | Poljska | Gdansk |

| Poročilo tekme | Poročilo tekme                          | Poročilo tekme  | Poročilo tekme | Poročilo tekme                      |
| -------------- | --------------------------------------- | --------------- | -------------- | ----------------------------------- |
| Začetek: 20:00 | Kontrec 04 Polončič 10 Jan 21 Kranjc 40 | (2-0, 2-0, 0-1) | Jakubik 55     | Gledalci: 3500 Sodnik: Jari Levonen |

## Statistika hokejistov

### Vratarji
| #  | Vratar         | OT | OTI | OMIN | PG | PGT  | OUS   | KM |
| -- | -------------- | -- | --- | ---- | -- | ---- | ----- | -- |
| 1  | Andrej Hočevar | 0  | 0   | 0    | 0  | -    | -     | 0  |
| 30 | Gaber Glavič   | 5  | 1   | 80   | 1  | 1,00 | 93,75 | 0  |
| 29 | Robert Kristan | 5  | 4   | 220  | 4  | 1,00 | 95,24 | 0  |

### Drsalci
| #  | Hokejist          | OT | DG | DP | TOČ | KM | +/- | ZG | GIV | GIM | SNG |
| -- | ----------------- | -- | -- | -- | --- | -- | --- | -- | --- | --- | --- |
| 2  | Bojan Zajc        | 5  | 0  | 1  | 1   | 0  | +5  | 0  | 0   | 0   | 5   |
| 3  | Robert Ciglenečki | 5  | 3  | 1  | 4   | 6  | +3  | 0  | 2   | 0   | 9   |
| 5  | Mitja Robar       | 5  | 2  | 1  | 3   | 2  | +14 | 0  | 0   | 0   | 9   |
| 6  | Aleš Kranjc       | 5  | 2  | 0  | 2   | 16 | +1  | 0  | 0   | 0   | 10  |
| 7  | Jurij Goličič     | 5  | 0  | 2  | 2   | 8  | +6  | 0  | 0   | 0   | 11  |
| 8  | Edo Terglav       | 5  | 1  | 2  | 3   | 0  | +3  | 0  | 0   | 0   | 8   |
| 9  | Tomaž Razingar    | 5  | 2  | 1  | 3   | 4  | +3  | 1  | ?   | ?   | ?   |
| 13 | Ivo Jan           | 4  | 6  | 2  | 8   | 10 | +10 | 0  | 0   | 1   | 21  |
| 14 | Dejan Kontrec     | 5  | 2  | 8  | 10  | 0  | +10 | 1  | 0   | 0   | 7   |
| 15 | Luka Žagar        | 5  | 1  | 5  | 6   | 0  | +3  | 0  | 0   | 0   | 2   |
| 16 | Boris Pretnar     | 5  | 0  | 3  | 3   | 4  | +5  | 0  | 0   | 0   | 12  |
| 17 | Nik Zupančič      | 5  | 5  | 2  | 7   | 8  | +8  | 2  | 4   | 0   | 20  |
| 18 | Gregor Polončič   | 5  | 4  | 0  | 4   | 18 | +4  | 1  | 1   | 1   | 9   |
| 19 | Uroš Vidmar       | 5  | 0  | 0  | 0   | 2  | +3  | 0  | 0   | 0   | 4   |
| 21 | Jaka Avgustinčič  | 5  | 1  | 3  | 4   | 0  | +3  | 0  | 0   | 0   | 10  |
| 23 | Damjan Dervarič   | 5  | 1  | 4  | 5   | 4  | +9  | 0  | 1   | 0   | 9   |
| 24 | Tomaž Vnuk        | 5  | 1  | 4  | 5   | 4  | +3  | 0  | 0   | 0   | 12  |
| 26 | Blaž Emeršič      | 5  | 0  | 0  | 0   | 4  | 0   | 0  | 0   | 0   | 1   |
| 27 | Miha Rebolj       | 5  | 0  | 0  | 0   | 10 | +5  | 0  | 0   | 0   | 8   |
| 28 | Peter Rožič       | 5  | 2  | 4  | 6   | 2  | +5  | 0  | 1   | 0   | 9   |